# Bedin I
Bedin I è una galassia nana sferoidale situata nella costellazione del Pavone . Si trova a circa 28,38 milioni di anni luce dalla Terra, dietro l'ammasso globulare NGC 6752 . Bedin I essendosi formata circa 10-13 miliardi di anni fa, ed è una delle galassie nane più isolate conosciute prima delle scoperte JWST nel 2024. Situata a circa 2,12 milioni di anni luce da NGC 6744, la sua vicina più vicina con la quale può essere fisicamente associato. È considerato dagli astronomi un “fossile” degli inizi dell'universo . È stato scoperto dall'astronomo italiano Luigi Rolly Bedin dell'Osservatorio Astronomico di Padova mentre il suo team stava studiando le nane bianche in NGC 6752 utilizzando il telescopio spaziale Hubble nel settembre 2018. Questa scoperta è stata annunciata in un articolo pubblicato nel gennaio 2019.
Bedin I, è stato nominato dal team della sua scoperta con il cognome del loro leader, Luigi Bedin  , , ricercatore presso l'Osservatorio dell'Istituto Nazionale di Astrofisica di Padova, Italia  . È stato annunciato come l'unico scopritore della galassia  dal suo team, preferendo evitare che la galassia ricevesse "un'identificazione anonima basata sulle sue coordinate"  .

## Caratteristiche
La galassia Bedin I è una galassia nana sferoidale isolata situata a circa 8,7 megaparsec, o circa 28,38 milioni di anni luce, dalla Terra  ,  con caratteristiche simili a KKR 25 e alla galassia nana Tucana  . Si stima che le sue dimensioni siano circa 840 x 340 parsec, o 2.700 x 1.100 anni luce,  è una frazione della Via Lattea, un quinto della dimensione della Grande Nube di Magellano. Con una metallicità di -1,3, la popolazione della galassia è composta da stelle giganti rosse povere di metalli  e la sua luminosità è circa mille volte più debole di quella della Via Lattea , con una magnitudine assoluta di -9,76.  Bedin I si sia probabilmente formata circa 10-13 miliardi di anni fa senza che da allora si sia verificata alcuna formazione stellare.  Era una delle galassie più antiche conosciute . Bedin I era anche potenzialmente la galassia nana più isolata conosciuta, situata ad almeno 650 kiloparsec, o 2,12 milioni di anni luce, dalla sua vicina più vicina, la galassia a spirale intermedia NGC 6744. ; le galassie della Via Lattea e di Andromeda sono separate da una distanza simile  . È stata, tuttavia, ipotizzata un'associazione fisica con NGC 6744, a causa della stretta distanza angolare tra le galassie e delle loro distanze fisiche simili dalla Terra. La sua età, l'isolamento e la mancanza di interazione con altre galassie l'hanno portata a essere considerata una " fossile» fin dall'universo primitivo  .
Bedin 1 Pullout (2019-09-4319).tif

## Osservazione
Bedin I si trova nella costellazione del Pavone , ad un'ascensione retta di 19h 10m 45.41s e ad una declinazione di -59° 55′ 04.32″  . La galassia si trova dietro un gruppo di stelle senza nome in primo piano nell'ammasso globulare NGC 6752 . Bedin I misura circa 20 per 8 secondi d'arco ed ha una magnitudine apparente di 19,94, sebbene la sua visibilità sia notevolmente ridotta da NGC 6752, uno degli ammassi globulari più luminosi del cielo con una magnitudine apparente di 5,4. Bedin I fu comunque scoperto da il team cerca le nane bianche nell'ammasso per determinare meglio l'età di questo ammasso  . La galassia è apparsa parzialmente nel campo visivo durante il programma GO-15096 del telescopio spaziale Hubble, guidato dal ricercatore principale Luigi R. Bedin, che si è svolto dal 7 al 18 settembre 2018. Il programma, che ha visto il Wide Field Channel (WFC) dell'Advanced Camera for Surveys (ACS) puntato su NGC 6752 per 75 esposizioni della durata di 1.270 secondi ciascuna, è stato effettuato su 40 orbite; queste esposizioni hanno permesso di catturare oggetti con una magnitudine apparente superiore a 30  . Cinque delle orbite, tuttavia, si sono interrotte a causa della scarsa acquisizione della stella guida. La rivista Monthly Notice of the Royal Astronomical Society : Letters ha pubblicato il 31 gennaio 2019 l'articolo scientifico in tre parti del team sui risultati del programma, con la prima parte dedicata alla scoperta di Bedin I. Il secondo programma a 40 orbite, GO-15491, ha funzionato dal 2019  ,  al 2023 è stato oggetto di sette pubblicazioni,.